# C. J. Riefenhauser
Charles Joseph Riefenhauser (né le 30 janvier 1990 à Yonkers, New York, États-Unis) est un lanceur de relève gaucher des Orioles de Baltimore de la Ligue majeure de baseball.

## Carrière
C. J. Riefenhauser est repêché au 20e tour de sélection par les Rays de Tampa Bay en 2010. En juillet 2013, le lanceur gaucher est l'un des représentants de la franchise au match des étoiles du futur disputé à New York. Riefenhauser fait ses débuts dans le baseball majeur avec Tampa Bay le 19 avril 2014.
Il apparaît dans 7 matchs des Rays en 2014 et 17 en 2015. En 24 parties jouées au total pour Tampa Bay, toujours comme lanceur de relève, Riefenhauser accorde 9 points mérités en 14 manches et deux tiers lancées, pour une moyenne de 6,30.
Le 5 novembre 2015, les Rays de Tampa Bay échangent Riefenhauser, le lanceur partant droitier Nate Karns et le voltigeur des ligues mineures Boog Powell aux Mariners de Seattle contre le joueur d'utilité Brad Miller, le joueur de premier but Logan Morrison et le lanceur de relève droitier Danny Farquhar.
Avec le joueur de premier but et voltigeur Mark Trumbo, Riefenhauser est échangé aux Orioles de Baltimore le 2 décembre 2015 en retour de Steve Clevenger, un receveur. Il est réclamé au ballottage par les Cubs de Chicago le 12 février 2016.